# Premis YoGa 2016
Els 27è Premis YoGa foren concedits al "pitjoret" de la producció cinematogràfica de 2015 per Catacric la nit del 2 de febrer de 2016 "en un lloc cèntric de Barcelona" per un jurat anònim que ha tingut en compte les apreciacions, comentaris i suggeriments dels lectors de la seva web, de Facebook i de Twitter.

## Guardonats
| Secció           | Premi                        | Nom                                       | Guanyador                                                                      |
| ---------------- | ---------------------------- | ----------------------------------------- | ------------------------------------------------------------------------------ |
| Cinema estranger | Pitjor pel·lícula            | "Requisitos para ser una masoca normal"   | Fifty Shades of Grey                                                           |
| Cinema estranger | Pitjor director              | "La Matrix que os parió"                  | Las germanes Wachowski, per El destí de Júpiter                                |
| Cinema estranger | Pitjor actor                 | "Johnny be good"                          | Johnny Depp, per Mortdecai                                                     |
| Cinema estranger | Pitjors actrius (ex aequo)   | "Dos chicas sin Garbo"                    | Greta Gerwig, per Mistress America                                             |
| Cinema estranger | Pitjors actrius (ex aequo)   | "Dos chicas sin Garbo"                    | Melissa McCarthy, per Spy                                                      |
| Cinema espanyol  | Pitjor pel·lícula            | "Los tediosos ocho"                       | Ocho apellidos catalanes                                                       |
| Cinema espanyol  | Pitjors directors (ex aequo) | "Rodaron por debajo de sus posibilidades" | Alejandro Amenábar, per Regression                                             |
| Cinema espanyol  | Pitjors directors (ex aequo) | "Rodaron por debajo de sus posibilidades" | Julio Medem, per Ma ma                                                         |
| Cinema espanyol  | Pitjor actor                 | "¿Qué me canta doctor?"                   | Asier Etxeandia, per Ma ma                                                     |
| Cinema espanyol  | Pitjor actriu                | "¡Recupera el norte!"                     | Carmen Machi, per Mi gran noche, Ocho apellidos catalanes i Perdiendo el norte |
| Especials        | En conjunt                   | "Extraños en un tren"                     | Repartiment d' Incidencias                                                     |
| Especials        | Oratòria                     | "La reina de la banana"                   | Rossy de Palma, per la seva presentació dels Premis Gaudí de 2016              |
| Especials        | Exhibidors                   | "20 minutos y volvemos"                   | Cinesa, "per l'excés de publicitat (i l'euro de més en les grans estrenes)"    |
| Especials        | Uno de los nuestros          | Uno de los nuestros                       | Pablo Motos, "per convertir als astres en insectes a El Hormiguero"            |